# Carl Kratz
Carl Heinrich Kratz (* 10. Januar 1808 in Nieder-Wildungen; † 6. April 1869 ebenda) war ein deutscher Kaufmann und Politiker.
Kratz war der Sohn des Hansebruders Johann Berthold Kratz (1766–1827) und dessen Ehefrau Charlotte Friederike, geborene Berg (1775–1844). Er heiratete am 21. August 1835 in Nieder-Wildungen Anna Christine Elisabeth Kramer (1818–1887). Kratz lebte als Kaufmann in Nieder-Wildungen. 1849 war er für den II. städtischen Wahlkreis Abgeordneter im Landtag des Fürstentums Waldeck-Pyrmont. Er vertrat liberale Positionen.